# 광주부윤 (전라남도)
광주부윤(光州府尹)은 일제강점기인 1931년 ~ 1945년 광주광역시의 행정구역이었던 전라남도 광주부의 행정 사무를 총괄하는 기관장이었다. 조선총독부 내무부장 혹은 전라남도지사가 임명하였다. 1931년 10월 1일부로 광주군 광주읍이 부(府)로 승격하면서 부산부 부이사관 겸 부 내무과장인 杉山茂一이 초대 부윤으로 임명되어 부임하였다.

## 역대 전라남도 광주부윤
- 1. 스기야마 무이치(杉山茂一), 1935년 10월 1일 ~ 1937년 7월 4일
- 임시 야마구치(山本), 1937년 7월 4일
- 2. 스기야마 무이치(杉山茂一), 1937년 7월 5일 ~ 1938년 5월 4일
- 3. 난바 테루지(難波照治), 1938년 5월 4일 ~ 1941년 5월 14일
- 4. 簗瀨末太郞 1941년 5월 14일 ~ 1941년 11월 12일, 재직 중 사망
- 대리, 狹尾次郞, 1941년 11월 13일 ~ 1942년
- 5. 고마츠 에이(小松榮), 1942년 ~ 1945년 6월
- 대리, 狹尾次郞, 1945년 6월 ~ 1945년 8월 15일

## 같이 보기
- 광주부
- 광주광역시장